# Tírechán
Tírechán (fl. VII secolo) è stato un vescovo irlandese, vissuto nel VII secolo, che fu biografo di san Patrizio..

## Biografia
Nulla si conosce della sua vita se non quanto si può rilevare dalle sue opere.
Tírechán scrisse le sue memorie (cosiddette in quanto scritte in prima persona, anche se riguardavano la vita di san Patrizio) nel 657, molto tempo dopo la morte del suo mentore, Ultan di Ardbraccan. L'opera ci è pervenuta nel manoscritto The Book of Armagh.
Il racconto di Tírechán, che J. B. Bury ha datato agli anni 660 e 670, viene spesso confrontato con la narrazione, più o meno contemporanea, del monaco Muirchu moccu Machtheni.